# Osmar Mares
Osmar Mares Martínez (* 17. Juni 1987 in Torreón, Coahuila) ist ein mexikanischer Fußballspieler auf der Position eines Verteidigers.

## Laufbahn
Mares begann seine Profikarriere 2006 bei seinem Heimatverein Santos Laguna, mit dem er zweimal die mexikanische Fußballmeisterschaft gewann.
Seine beiden einzigen Treffer in der höchsten mexikanischen Fußballliga erzielte Mares aber ausgerechnet während seines einjährigen Gastspiels beim San Luis FC: sowohl am 8. Januar 2011 beim CF Monterrey (Endstand 2:0) als auch am 2. April 2011 beim Querétaro FC (Endstand 2:3) gelang Mares jeweils der Führungstreffer zum 1:0 für San Luis.
Seit 2014 spielt Mares für den mexikanischen Rekordmeister Club América, mit dem er in der Apertura 2014 einen weiteren Meistertitel sowie am Ende derselben Saison die CONCACAF Champions League gewann.
2017 wechselte er zunächst auf Leihbasis zum CD Veracruz, genannt Tiburones Rojos. Nach einer Saison dort unterschrieb er dann auch endgültig.
Im Januar 2019 wurde er für ein halbes Jahr an den Club Necaxa verliehen.
Im Sommer 2019 wurde sein Vertrag von CD Veracruz aufgelöst. Seitdem ist er vereinslos.

## Erfolge
- Mexikanischer Meister: Clausura 2008, Clausura 2012, Apertura 2014
- CONCACAF Champions League: 2015